# Сив императорски гълъб
Сив императорски гълъб (Ducula pickeringii) е вид птица от семейство Гълъбови (Columbidae). Видът е световно застрашен, със статут Уязвим.

## Разпространение и местообитание
Разпространен е в Бруней, Индонезия, Малайзия и Филипините.